# Ronald Shiner
Ronald Alfred Shiner (Londres, 8 de junio de 1903 – ibídem, 29 de junio de 1966) fue un monologuista británico y actor de comedia en vivo cuya carrera abarcó cine, teatros del West End y music hall.

## Carrera
Cuando tenía diecisiete años, Shiner se unió a la Policía Montada del Noroeste, después de lo cual se hizo guardavía y operador inalámbrico, y luego granjero. Los conciertos del ejército le dieron gusto por el escenario.
En el año 1952 fue votado como la estrella de cine local hombre más popular. Fue bien conocido particularmente por las comedias militares.
Actuó en la producción londinense de Aladdin como Widow Twankey con Bob Monkhouse en el Coliseo en el año 1960. En su retiro poseyó un pub en Blackboys en Sussex. British Pathe News filmó un noticiario sobre él en su pub, siendo visitado por Jimmy Edwards, en 1954.
Él fue el tema de This Is Your Life en 1958 cuando fue sorprendido por Eamonn Andrews en el Teatro de Televisión BBC.

## Filmografía seleccionada
- (1934) Wild Boy
- (1934) My Old Dutch
- (1934) Doctor's Orders
- (1935) It's a Bet
- (1935) Gentlemen's Agreement
- (1935) Regal Cavalcade también conocida como Royal Cavalcade en América
- (1935) Squibs
- (1935) Once a Thief
- (1935) While Parents Sleep
- (1935) Line Engaged
- (1935) Invitation To The Waltz
- (1936) King of Hearts
- (1936) Limelight
- (1936) Excuse My Glove
- (1937) Dreaming Lips
- (1937) London Melody
- (1937) Dr Syn basada en una serie de novelas de Russell Thorndike
- (1937) The Black Tulip basada en una novela de Alexandre Dumas
- (1937) Beauty and the Barge
- (1937) Silver Blaze
- (1937) Dinner at the Ritz
- (1938) A Yank at Oxford
- (1938) The Constant Nymph basada en una novela de Margaret Kennedy
- (1938) Prison Without Bars
- (1938) Sidewalks of London
- (1938) They Drive by Night
- (1939) The Gang's All Here también conocida como The Amazing Mr. Forrest (1943)
- (1939) The Mind of Mr. Reeder basada en una novela de Edgar Wallace también conocida como The Mysterious Mr. Reeder
- (1939) Trouble Brewing basada en una novela de Joan Butler
- (1939) The Nursemaid Who Disappeared
- (1939) I Killed the Count
- (1939) Flying Fifty-Five basada en una novela del año 1922 de Edgar Wallace
- (1939) Discoveries
- (1939) The Lion Has Wings
- (1939) Come On George!
- (1939) Bulldog Sees It Through
- (1940) The Missing People basada en una novela de Edgar Wallace
- (1940) The Spider
- (1940) The Middle Watch
- (1940) Let George Do It!
- (1940) The Case of the Frightened Lady también conocida como Frightened Lady basada en una obra de Edgar Wallace
- (1940) Call a Cop originalmente conocida como Spare a Copper
- (1940) Salvage with a Smile
- (1941) The Seventh Survivor
- (1941) Old Bill and Son
- (1941) South American George
- (1942) They Flew Alone
- (1941) The Soldier's Food
- (1942) Those Kids from Town
- (1942) The Big Blockade
- (1942) Those Kids from Town
- (1942) The Black Sheep of Whitehall
- (1942) Unpublished Story
- (1942) Sabotage at Sea
- (1942)The Young Mr Pitt
- (1942) King Arthur Was a Gentleman
- (1942) The Balloon Goes Up
- (1942) Appearances Are Deceptive
- (1943) The Gentle Sex
- (1943) Get Cracking
- (1943) Miss London Ltd.
- (1943)Thursday's Child
- (1943) My Learned Friend
- (1943) The Butler's Dilemma
- (1943) The Night Invader
- (1944) Bees in Paradise
- (1945) I Live in Grosvenor Square también conocida como A Yank in London (1945)
- (1945) César y Cleopatra
- (1946) George in Civvy Street
- (1947)  The Man Within basada en una novela, también conocida como The Smugglers en los Estados Unidos de América
- (1947) Dusty Bates
- (1947) Brighton Rock
- (1948) Rise and Shiner documental sobre la vida diaria de Shiner.
- (1949) Forbidden
- (1951) Reluctant Heroes
- (1951) Worm's Eye View
- (1951) The Magic Box[4]
- (1952) Little Big Shot
- (1952) Wonders Never Cease
- (1953) Top of the Form
- (1953) Innocents in Paris también conocida como Weekend-a Paris (1952)
- (1953) Laughing Anne
- (1954) Up to His Neck
- (1954) Aunt Clara
- (1955) See How They Run
- (1956) Keep It Clean
- (1956) Dry Rot
- (1956) My Wife's Family
- (1957) Carry on Admiral
- (1957) Not Wanted on Voyage
- (1958) Girls at Sea
- (1958) Val Parnell's Spectacular
- (1959) The Navy Lark
- (1959) Operation Bullshine
- (1961) The Night We Got the Bird
- (1962) BBC Sunday-Night Play
- (1965) The Rhine Light